# エル・カブキ
エル・カブキは、フリーで活動する日本のお笑いコンビ。2011年から2021年まではマセキ芸能社に所属していた。

## メンバー
デロリアン林（本名：林 寿夫〈はやし ひさお〉1982年10月25日（42歳） - ）
ボケ担当（本人はきっかけ担当と回答している）。
北海道函館市出身、函館大学付属有斗高等学校・函館短期大学付属調理製菓専門学校卒業。身長180 cm、血液型A型。
実家のラーメン屋を継ぐ予定で調理学校を卒業、2年間調理師として働くも勤務していた店の偉い人と喧嘩別れしてしまったことで、料理の道を諦める。調理師から断ち切ろうと高校時代に好きだったお笑いへの道を志した経緯があるため、芸人として料理の腕を披露するのは躊躇いがある。
2004年から3年ほど同級生とのコンビ「少年マイル（よしもとクリエイティブ・エージェンシー札幌事務所所属）」として活動、2008年に上京した。その後、一度だけコンビ「6人の悪魔」を組んでいる。
親にいじめを助長するとしてダウンタウン禁止令を出され、『元気が出るテレビ』『北野ファンクラブ』を観て育ったためビートたけしを尊敬している（相方・上田からはたけし軍団の方が過激ないじめだとツッコまれている）。
プロレスとアニメとゾンビ映画が好き。けん玉が得意。麻雀のやりすぎでヘルニアを患った。

エル上田（本名：上田 雪博〈うえだ ゆきひろ〉1984年1月19日（41歳） - ）
ツッコミ・ネタ作り担当。
神奈川県川崎市出身、神奈川県立百合丘高等学校卒業・東京経済大学中退。身長167 cm、血液型A型。
NSC東京校8期出身。現在のコンビ以前は「蝉しぐれクラシック」「ピルピル」といったコンビを組んでいた。当時はSMA HEET Projectに所属し、「ピルピル」時代の相方はコールユーブンゲン（現・ガシャァン）。
爆笑問題の漫才を見て衝撃を受け芸人を目指した。その後に影響を受けたのは『鶴瓶上岡パペポTV』『ダウンタウンのガキの使いやあらへんで!』のフリートークコーナー。これらの台本があるようでない話芸に憧れを抱き、現在の漫才もこの延長線上として考えている。
理詰めで相手を泣かすタイプ。
読書家で、自宅には所狭しと本が積まれている。相方・林と同じくプロレス好き。ブラジリアン柔術を長く習っている。

## 略歴
2009年6月結成。フリーで活動後、2011年にマセキ芸能社へ所属。
2017年からは格闘技知識を活かし、格闘技「RIZIN」ネット中継でのバックステージリポートを務める。中継での通り名は「マセキの浅草キッド」。
コンビ名は、互いの好きなものを組み合わせようと上田が「エル・サムライ」、林が漫画・花の慶次から「傾奇者」を提案し合体させたのが由来。ただし説明が長くなるため、メディア向けには「エル・サムライとザ・グレート・カブキのプロレスラー2人を組み合わせた」と話している。玉袋筋太郎からは「ネタが傾奇者」と評された。なお、もう1つの候補は「カブキ・スイシーダ」だった。正式に決まるまでは林の吸っていた煙草に由来する「アメスピ」として舞台に出たこともある。
2017年からその日の時事ネタを配信し続け、2020年2月にJAPAN PODCAST AWARDS実行委員会が選定する日本のポッドキャスト賞『JAPAN PODCAST AWARDS 2019』の20作品にノミネート。
2020年4月、番組オーディションの帰りに林が楽屋で足を不意に激突させ、アキレス腱を断裂。当時出ていた非常事態宣言とは無関係にzoom漫才の練習を開始。
2021年8月31日をもって、約10年間所属していたマセキ芸能社を退所。上田は「誰も言っちゃいけないみたいな空気感はぶち破りたい」と述べており、忖度なき笑いを追求する。2023年2月23日の配信単独ライブ「世界一決定戦」では松竹芸能退所後のTKOをゲストとして招き、活動復帰後初めてネタを披露した。
2025年、 THE SECOND～漫才トーナメント～2025ベスト32に選出。

## 芸風
芸能人のマニアックな情報や時事ネタを扱った林のボケに、上田が補足説明を詳しく入れてから「誰が分かるんだよ」とツッコむ漫才を得意とする。ネタ作りの際は題材にする人物の本を読んだり、関係者へ取材したりなど参考にしている。一貫してしゃべくり漫才を演じ、所謂コント漫才には興味がない旨を述べている。時事ネタ漫才に属するが社会風刺をするつもりはなく、前述のように1人の人物や話題の出来事を深堀りしていくネタを突き詰めていった結果であり、上田は純粋な時事ネタ芸ではないと述べている。
衣装は2019年頃からは革ジャン、その後はTシャツで揃えている。

## 賞レース戦績

### M-1グランプリ
| 年度 | 結果      | エントリー No. | 会場                        | 日程     | 備考 |
| ---- | --------- | -------------- | --------------------------- | -------- | ---- |
| 2010 | 3回戦進出 |                |                             |          |      |
| 2015 | 2回戦進出 | 332            | 雷5656会館ときわホール      | 10月11日 |      |
| 2016 | 3回戦進出 | 104            | ルミネtheよしもと           | 10月25日 |      |
| 2017 | 3回戦進出 | 104            | ルミネtheよしもと           | 10月23日 |      |
| 2018 | 3回戦進出 | 87             | ルミネtheよしもと           | 10月16日 |      |
| 2019 | 3回戦進出 | 206            | ルミネtheよしもと           | 11月10日 |      |
| 2020 | 2回戦進出 | 279            | よしもと有楽町シアター      | 10月31日 |      |
| 2021 | 1回戦敗退 | 624            | シダックスカルチャーホールA | 8月2日   |      |
| 2022 | 2回戦進出 | 190            | 雷5656会館ときわホール      | 10月16日 |      |
| 2023 | 2回戦進出 | 59             | 雷5656会館ときわホール      | 10月20日 |      |
| 2024 | 2回戦進出 | 122            | 雷5656会館ときわホール      | 10月20日 |      |

### その他
- 2014年 第1回NHK新人お笑い大賞 本選出場
- 2016年 第16回決戦!お笑い有楽城 優勝[18]
- 2022年 G-1グランプリ2回戦進出
- 2023年 Be-1グランプリ（上田のみ出場）
- 2025年 R-1グランプリ3回戦進出（上田のみ出場）
- 2025年 THE SECOND 〜漫才トーナメント〜  ノックアウトステージ 32→16出場

## 単独ライブ
- チャンピオン細（2013年3月20日、新宿シアターミラクル）
- 上田雪博は、なぜ林寿夫を殺さなかったのか（2014年3月26日、新宿シアターブラッツ）
- 年刊実話（2016年12月13日、新宿バティオス）[19]
- 年刊実話2017 ～リアルワン〜（2017年12月19日、新宿シアターモリエール）
- 年刊実話 ～放送OK演芸2018～ （2018年12月14日、座・高円寺2)
- 年刊実話～時事ネタ第3世代～（2019年12月13日、座・高円寺2）[20]
- 年刊実話2020～漫才地獄五輪～（2020年11月29日、東京・野方区民ホール）[21]
- エル・カブキが60分で上半期を振り返る単独ライブ『カミハンキンポー』（2021年6月27日、東京・野方区民ホール）[22]
- 「エル・カブキ60分漫才単独ライブ」～お笑いポポロに載ってみたかった～（2021年12月27日、東京・LOFT9 Shibuya）[23]
- エル・カブキ60分漫才で上半期を振り返る「燃えよカミハン」（2022年6月24日、東京・新宿バティオス）[24]
- エル・カブキ60分漫才で2022年下半期を振り返る『超SHIMOHAN』（2022年12月27日、東京・新宿バティオス）[25]
- エル・カブキ60分漫才で2023年上半期を振り返る『エル歌舞伎町』（2023年6月24日、東京・新宿バティオス）[26]
- エル・カブキ 60分漫才で2023年下半期を振り返る単独ライブ『THE 忍者』（2023年12月22日、東京・ハイジアV-1）[27]
- エル・カブキ 60分漫才で2024上半期を振り返る単独ライブ『シン・エル歌舞伎町』（2024年6月29日、東京・新宿バティオス）[28]
- エル・カブキ 60分漫才で2024年下半期を振り返る単独ライブ『思い出ザンマイ』（2024年12月28日、東京・新宿バティオス）
- エル・カブキ 60分漫才で2025上半期を振り返る時事ネタ単独ライブ『247』 （2025年6月27日、東京・ハイジアV-1）

## 出演歴

### テレビ
- オンバト+（NHK総合）戦績0勝1敗
- ゴッドタン（2013年9月28日、テレビ東京）
- 目指せ!! アウトレット芸人（2015年4月22日、千葉テレビ放送）
- ナイツのHIT商品会議室（千葉テレビ放送）
- 内村てらす（2016年10月6日・10月13日、日本テレビ）
- くりぃむナンチャラ（2016年12月16日・12月23日、テレビ朝日）上田のみ
- くりぃむしちゅー特番 芸能界最強!お笑いマニア王決定戦（2017年1月3日、テレビ朝日）上田のみ
- 冗談手帖（2017年1月15日、BSフジ）
- 前略、西東さん（2017年3月25日、中京テレビ）
- ランジャタイのがんばれ地上波！（2024年3月5日、3月12日、テレビ朝日）上田のみ[29]
- 全力!脱力タイムズ（2025年6月20日、フジテレビ）

### テレビドラマ
- 名刺ゲーム 第1話（2017年12月2日、WOWOW） - エル・カブキ役
- 何曜日に生まれたの（2023年8月6日、朝日放送） - 上田役（上田のみ）

### ラジオ
- オレたちゴチャ・まぜっ! (第2部)（2014年8月16日、MBSラジオ）
- オールナイトニッポン 初笑いSP（2015年1月1日、ニッポン放送）[30]
- マイナビ Laughter Night（TBSラジオ） - 2015年6月20日[31]・7月18日[32]・9月19日[33]・11月7日[34]・12月19日[35]、2016年2月6日[36]・3月5日[37]・4月23日[38]・5月21日[39]・6月4日[40]・9月3日[41]・12月3日[42]、2017年1月7日[43]・3月4日[44]・4月7日[45]・5月19日[46]・6月2日[47]・12月1日[48]、2018年2月2日[49]・4月6日[50]・5月4日[51]・7月6日[52]・9月7日[53]・11月2日[54]、2019年1月4日[55]・3月1日[56]・5月3日[57]・9月13日[58]・10月4日[59]、2020年3月6日[60]（31戦30勝）
- 山里亮太の不毛な議論（2016年2月10日、TBSラジオ）
- サンドウィッチマンの天使のつくり笑い（2017年1月17日、NHKラジオ第1放送）
- エル・カブキのオールナイトニッポンR（2017年2月25日、ニッポン放送）
- クロノス（2018年8月29日、30日、TOKYO-FM）-サブMC（上田のみ）

### Web放送
- エル･カブキの活字ヤク中（ニコジョッキー　毎月第3水曜日　20:00～20:55）
- エル・カブキの聞かなければ負けだよ!(仮)（2017年12月21日 - 、エル・カブキ公式チャンネル[61]） - 動画時事漫談。
- エル・カブキの今日の10分おろし（2017年12月26日 - 、エル・カブキ公式チャンネル） - 音声のみの時事漫談。2018年以降不定期でゲストを招いたトークライブを開催。
- SODカウントダウン ありがとうパーティー第二部（2019年1月11日、ダイトリチャンネル[62]） - 総合MC
- 石橋貴明プレミアム（2019年3月24日、AbemaTV） - 上田のみ
- ダースレイダーとエル・カブキの”#うっかり？”（2019年6月20日 – 、Darthチャンネル）
- エル・カブキのオールナイトニホン1（2020年3月4日、エル・カブキ公式チャンネル）

### ネットラジオ
- エル・カブキの高輪GERAウェイ（2020年、GERA放送局）